# Цыганская автономия
Ряд проектов создания цыганской автономии был разработан в СССР. Впервые вопрос был поднят цыганскими активистами в 1925 году. Руководство Всероссийского союза цыган неоднократно ставило вопрос создания цыганского национального района, который должен развиться до цыганской автономной республики. В рамках обсуждении проекта Конституции 1936 года поднимался вопрос создания цыганской национальной советской республики. Идея создания цыганской территориальной автономии в те годы получила некоторую поддержку кочующих цыган. В 1936 году совещание Советом Национальностей ЦИК СССР было принято решение начать подготовительную работу в направлении создания цыганской автономии. Было издано соответствующее Постановление Президиума ВЦИК. Проводились комплексное обследование мест возможного национального образования в Западно-Сибирском крае, а также ряд других подготовительных работ. Рассматривалось несколько территорий в регионах Поволжья, Урала и Сибири. Организованный в Куйбышевском крае цыганский колхоз «Нэви бахт» («Новое счастье») предполагался как база для цыганского района. Смена курса советской национальной политики в 1937 году и отказ от районирования по национальному признаку отменили планы по созданию цыганской автономии.

## Проекты 1920-х — 1930-х годов
В 1920—1930-е годы в СССР был принят ряд постановлений, направленных на переход цыган к оседлому образу жизни. Создавались цыганские колхозы. В Москве, Ленинграде и ряде других городов действовали цыганские школы. Работал Цыганский педагогический техникум.
Идея создания цыганской национальной территориально-административной единицы впервые появилась в среде цыганских активистов в конце 1925 года, когда в Плане работ на 1926 год недавно организованного Всероссийского союза цыган появилась запись: «Для сохранения вырождающихся национальных признаков цыганской массы… Союз предлагает: Отвести в южном крае территорию для поселения цыган…». Для достижения этой цели весной 1926 года в Федеральный Комитет ВЦИКа — с копией в Переселенческий комитет — Президиум Союза цыган направил два доклада, которые подписали председатель Союза Цыган Андрей Таранов и секретарь Иван Лебедев, впоследствии известный как Ром-Лебедев. В первом докладе говорилось: «Судя по тем сведениям, которые имеет Союз через своих членов, то их по СССР насчитывается около 500,000». Согласно данным Всесоюзной переписи населения 1926 года, в стране проживало 61 234 цыгана. Второй доклад уточнял: «Президиумом предположено поселить до 100 000 (сто тысяч) человек». Оба доклада подчеркивали, что «Союз Цыган просит федеральный комитет ВЦИКа выделить из госфондовой земли часть для поселения цыган, главным образом на юге, так как цыгане — народ южный… По результатам опроса самих масс наблюдается общее тяготение к Югу. Президиумом намечены на предмет поселения цыган Северо-Кавказскую или Кубанскую область». Несмотря на декларированную поддержку «в деле устройства на земле цыган», советские власти в тот момент идею не поддержали.
7 мая 1934 года Биробиджанский национальный район получил статус Автономной Еврейской национальной области. Этот прецедент оказался важным для развития идеи создания цыганской национальной территориально-административной единицы. Формирование Автономной Еврейской национальной области показало, что есть реальная возможность создания автономии и для национальностей, не сосредоточенных на компактной территории, живущих диаспорами, а также конкретные шаги, которые необходимо предпринять для реализации этой задачи.
Цыганские активисты пробовали разные способы, в том числе направление писем в высшие государственные органы и лично в адрес вождей. Этот способ был широко применялся в особенности цыганскими активистами из Западной области, центром которой был Смоленск, где сформировался центр цыганской активности. Здесь крупные группы цыган проживали оседло или полуоседло с дореволюционного периода. В этой области раннего СССР политика аффирмативной акции в отношении цыган показала лучшие и сравнительно устойчивые результаты — были созданы цыганские колхозы и школы, цыгане обучались на рабфаках и др.
В эпистолярную кампании за организацию цыганской автономии важное место большой вклад внёс Илья Герасимов, работавший инструктором обл-исполкома Западной области. Начиная с 1934 года, им была отправлена серия писем в высшие органы государственной власти. Первое такое письмо И. Герасимов отправил в ноябре 1934 года председателю ЦИК СССР Михаилу Калинину, где писал о необходимости создания цыганского национального района. Следующее письмо от января 1936 года было адресовано Сталину. Письмо было подготовлено И. Герасимов и подписано «от делегатов западной области первого союзного совещания по вопросу культурно-хозяйственного обслуживания трудящихся цыган всего союза». В нём говорилоась: «Просим от имени цыган отвести территорию хотя бы в виде района для компактного заселения трудящихся цыган». В октябре того же года И. Герасимов написал только от себя новое письмо, в котором просил Комиссию по подготовке новой Конституции СССР под руководством Сталина и Правительство «выделить один район в Союзе для компактного заселения цыган и оказать им помощь в трудоустройстве». Сокращённый вариант письма под названием «О цыганском национальном районе» публиковался в официальном источнике — газете «Известия ЦИК СССР» в рубрике «Предложения» в рамках «всенародного обсуждения проекта новой Конституции». Эти письма лоббируют расположения района в Западной области, подчеркивая достижения последней: создание устойчивых цыганских колхозов и школ
Те же темы читаются в докладной записке Трофима Герасимова, бывшего, вероятно, братом Ильи Герасимова. В этот период Трофим Герасимов был инженером вагонно-строительного завода в Днепродзержинске. Записка прямо ставится вопрос о цыганской автономной республике: «…о выделении цыганского района в начале, который должен разрастись и превратиться в автономную цыганскую республику… Вопрос на сегодня до крайнего предела назрел, о необходимости, о компактном заселении цыган… район целесообразно создать на Северном Кавказе, где уже имеется цыганский сельсовет». Автор даёт обоснование этих мероприятий: «В районе, где будут заселены цыгане, можно вести во всех социалистических разрезах воспитание людей. Здесь конденсировать всю культуру с высоко колоритным содержанием. Имеющуюся нашу уже национальную литературу трудно распространить, и она пылится на складах, а при компактном заселении литература будет пущена в ход, в массы». В пользу создания цыганской республики он пишет: «окончательное оседание цыганской народности имеет большое значение в мировом политическом разрезе».
Вопрос создания цыганской национальной советской республики получил отражение в публичном пространстве. В рамках обсуждении проекта новой Конституции летом 1936 года в газете «Комсомольская правда» было опубликовано предложение с подписями трёх московских рабочих, предположительно, не цыган: «создать в составе РСФСР или Украинской ССР Цыганскую автономную область, объединив разрозненные ныне цыганские колхозы. Благодаря созданию Цыганской автономной области, у нас еще более успешно будет идти переход цыган на оседлое положение и культурное их возрождение». Вскоре был опубликован ответ «актива цыган Москвы» при центральном цыганском клубе и уполномоченных вновь организуемого цыганского колхоза в Харькове с 27 подписями, где говорилось: «Создание автономной цыганской области будет способствовать быстрейшему оседанию трудящихся цыган на определенной территории».
Кроме круга цыганских активистов идея создания цыганской территориально-административной единицы получила некоторую поддержку кочующих цыган, о чём свидетельствует серия писем, направленных в советские институции. Так, в 1935 году «табор кочующих цыган близ города Иваново» писал в Отдел национальностей ВЦИКа: «Мы — нацмены, цыгане, кочевники, не имeющие определенного местожительства и территории, желаем быть оседлыми, иметь определенное местожительство и собственную территорию в виде цыг[анского] района. [Желаем] активно работать на социалистических полях и промышленности, и когда будет создан цыганский район, мы также будем работать в промышленности и сельском хозяйстве, как другие автономные области». Кочующие цыгане из Удмуртской АССР писали в ОН ВЦИК: «Для того чтобы цыгане сохранили свою национальность как таковую, [необходимо] выделить земли для территории цыганской республики, области или в крайнем случае округа».
Идея цыганской автономной республики получала ограниченную поддержку в высшем советском управленческом аппарате. В 1932 году был создан оставшийся единственным национальный цыганский сельсовет в селе Канглы Минераловодского района Северо-Кавказского края, предполагавшийся как ячейка будущего цыганского национального района.
Идея цыганской автономной республики получала ограниченную поддержку в высшем советском управленческом аппарате, в первую очередь у Ивана Токмакова, цыгана из Екатеринбурга, бывшего членом ВКП(б) с 1918 года. Он был направлен в Москву, где обучался в Коммунистическом Университете имени Свердлова. В 1931 году Токмаков стал инструктором в Отделе Национальностей ВЦИКа. Занимая невысокую должность, но всё же принадлежа к власти, он получил возможность влияния на советскую политику в отношении цыган. В 1932 году по инициативе Токмакова был создан оставшийся единственным национальный цыганский сельсовет в селе Канглы Минераловодского района Северо-Кавказского края. Сюда был перемещён цыганский колхоз «Труд ромэн» («Труд цыган»). Из Москвы командировали цыганского активиста Михаила Безлюдского для руководства сельсоветом и колхозом, которые предполагались как ячейка будущего цыганского национального района.
Президиум ВЦИКа отреагировал на эти инициативы, своим Постановлением с 1 апреля 1932 года обязав Наркомзем выделить район с целью землеустройства трудящихся цыган, однако это предписание не было исполнено. В 1935 году через структуры Всесоюзного переселенческого комитета при Совете народных комиссаров было разослано циркулярное письмо в адреса всех субъектов РСФСР с запросом, способны ли они предоставить свободную территорию для компактного заселения кочующими цыганами. Ответы на запрос были разнообразными. Так, власти Северо-Кавказский, Азово-Черноморский края и Крымская АССР ответили, что не располагают свободными земельными площадями. Другие предложили земли. Горьковский край предлагал выделить для цыган земли в пределах нынешней Республики Марий Эл; Омская область дала предложение выделить площади в Остяко-Вогульского национальном округе (нынешнего Ханты-Мансийского автономного округа). Эти предложения были отвергнуты ввиду тяжёлых климатических условий. Западно-Сибирский край предложил предоставить цыганам территорию в Чисто-Озерском районе при условии выделения дополнительных инвестиций из бюджета. Впоследствии предлагались новые варианты — в нынешнем Алтайском крае. После обсуждения предложений в ОН ВЦИК была сформирована комиссия по выбору территории для поселения цыган.
В качестве наиболее перспективного рассматривалось предложение властей Западно-Сибирского края. Наркомзем направил в этот регион комплексную экспедицию для исследования нескольких территорий в современном Алтайском крае и Кемеровской области — Чарышского, Солонешенского, Алтайского, Кондомского и Мрассо-Кондомского районов. Результаты комплексной экспедиции характеризовались как недостаточные для принятия окончательного решения. 10 декабря 1935 года Президиум ВЦИК вновь отдал поручение Всесоюзному переселенческому комитету «изыскать район для заселения трудящихся цыган компактной массой» и выделил средства для проведения новой комплексной экспедиции
4 и 5 января 1936 года было состоялось совещание при Советe Национальностей ЦИК СССР по вопросам «трудоустройства кочующих трудящихся цыган и их культурно-хозяйственному обслуживанию», в принимали участие представители советских институций, которые работали с цыганами, пресса и советская цыганская элита почти, последняя — в полном своём составе. Цыганские активисты выступили в поддержку организации цыганского национального района. Сразу после совещания Иваном Токмаковым от имени Отдела Национальностей ВЦИКа был предложен черновик постановления Президиума ВЦИКа: «СНК РСФСР поручить Госплану и Наркомзему в месячный срок наметить один из районов в пределах РСФСР для компактного населения его трудящимися цыганами, обеспечив это мероприятие соответствующими средствами для хозяйственного и социально-культурного строительства в районе». СНК отверг этот вариант. Вместо него 7 апреля 1936 года Президиумом ЦИК СССР было принято Постановление «О мероприятиях по трудоустройству кочующих и улучшению хозяйственного и культурно-бытового обслуживания трудящихся цыган». Постановление отодвигало вопрос создания цыганского национального района на задний план; говорилось о неуказанном количестве «специальных районов». Это изменение отразило разногласия между ЦИК СССР и НКВД. Если ЦИК СССР и цыганские активисты предлагали быстрое создание цыганского района в Северо-Кавказском крае, то согласно линии НКВД следовало постепенно организовать несколько цыганских районов в разных регионах. Ни одно из этих ведомств не рассматривало варианты в Западной Сибири.
В этот период главой НКВД был Николай Ежов, полномочия ведомства были расширены, в него вошли ОГПУ и ряд других административных структур. 22 июля 1936 года подведомственным учреждением НКВД стал также Всесоюзный переселенческий комитет. Вопрос создания цыганского района формально продолжал контролироваться ВЦИКом, однако его реализацией теперь заведовал НКВД. Переселенческий комитет был обязан ускорить определение территории и начать практическую операцию по переселению цыган. НКВД принципе не возражал против создания цыганского района, но придерживался более прагматичного подхода, предполагавшего ряд таких пошаговых мер, как установление меньших контрольных цифр численности цыган, которые осядут на земле, формирование нескольких цыганских районов в разных регионах с целью утверждения методов работы, сравнения и проверки достигнутых результатов и др. Ставился вопрос о новых районах для цыганского расселения цыган, включая Куйбышевский, Горьковский, Кировский края, Украинскую и Белорусскую ССР.
Рассматривалось несколько территорий в регионах Поволжья, Урала и Сибири. Фонды Всесоюзного переселенческого комитета РГАЭ содержит большое количество сведений о поездках инспекторов в разные регионы с подробным описанием цыганских колхозов, в том числе включающих этнографический материал. Для будущего района был выбран Куйбышевский край, создан план доприселения цыган из разных регионов СССР. В организованный в Поволжье цыганский колхоз «Нэви бахт» («Новое счастье») началось переселение цыган со всего Союза. Колхоз должен был стать базой цыганского района.
НКВД предпринял ряд практических шагов, в том числе содействовал местным властям в наделении цыган землёй, строительству новых домов для колхозников-цыган, для чего наладили поставку строительного леса эшелонами из ГУЛАГа. Были предприняты безуспешные попытки создания нового цыганского сельсовета рядом с цыганским колхозом «Нэви бахт» в Куйбышевском крае. Попытки создания цыганских национальных сельских советов в то время и раньше предпринимались также в Западной области.
В целом передача Всесоюзного переселенческого комитета в ведение НКВД уменьшила возможности ведомства и привела к торможению процесса. Чистка советского аппарата в ходе «Большого террора» также негативно повлияла на процесс работы ввиду ареста ряда курирующих специалистов. Местное колхозное и районное руководство не стремилось получить новые цыганские колхозы на своей территории.
Работа по созданию цыганской автономии была прервана из-за кардинального изменения советской национальной политики. 1 декабря 1937 году в Оргбюро ЦК ВКП(б) был пересмотрен вопрос о национальных районах и сельсоветах и существование особых национальных районов и сельсоветов было сочтено нецелесообразным. 17 декабря 1937 года в Политбюро ЦК ВКП(б) было утверждено постановление «О ликвидации национальных районов и сельсоветов». Деятельность в направлении создания национальной цыганской территориально-административной единицы была постепенно прекращена. Цыганский сельсовет в Канглы был официально закрыт 12 июня 1952 года. К тому времени цыгане в нём уже не жили, ещё со времени Великой Отечественной войны и немецкой оккупации.

## Позднейшие инициативы
Цыганские активисты вернулись к вопросу создания автономии ещё один раз в связи с указом Президиума Верховного Совета СССР от 5 октября 1956 года «О приобщении к труду цыган, занимающихся бродяжничеством». В 1965 года активисты — две дочери цыганского активиста, писателя и поэта Николая Панкова, Наталия и Любовь, а также Николай Саткевич, выпускник цыганского педагогического училища, и Николай Меньшиков, выпускник цыганской школы с детским домом в Серебрянке, офицер Советской Армии и участник Второй мировой войны — направили письмо в Идеологическую комиссию ЦК КПСС и Верховный Совет СССР, которое было подписано от имени «трудящихся цыган» — предположительно послание обсуждалось в рамках более широкого круга цыган. В частности, в письме говорилось: «было бы полезным предоставление ныне кочующим цыганам возможность оседать в непосредственной близости тех мест, где в настоящее время уже живут оседло цыгане (немало таких мест есть, в частности, в Молдавии, а также Смоленской области и на Северном Кавказе)». В 1969 году Николаем Саткевичем, Николаем Меньшиковым и Львом Черенковым было подготовлено ещё одно подобное письмо в адрес Председателя Совета Министров СССР «О нормализации жизни цыганского народа». Согласно свидетельству, его текст обсуждался в более широком круге. В этих письмах авторы призывают использовать «положительный опыт работы с [19]26 и [19]37 гг.» и вновь предлагают концентрацию цыган. К числу ранее предлагаемых территорий была добавлена Молдавская ССР, она была упомянута на первом месте. Сведений о каком-либо ответе на данные письма нет.
В условиях постсоветской России в рамках новых политических реалий идея цыганской автономии получила другое, не территориальное измерение: в 1999 году была создана общественная организация Федеральная национально-культурная автономия российских цыган с целью сохранении цыганской культуры и оказании поддержки цыганам в их интеграции в российское общество. Образование не даëт цыганам права на собственную автономную территорию, но закрепляет за ними права малого народа.